# 39. Internationale Sechstagefahrt
Die 39. Internationale Sechstagefahrt war ein Motorrad-Geländesportwettbewerb, der vom 7. bis 12. September 1964 in Erfurt sowie im Thüringer Wald stattfand. Die Nationalmannschaften der DDR konnten die Trophy-Wertung zum zweiten Mal in Folge sowie erstmals die Silbervasenwertung gewinnen.
In Erfurt nahm 1964 zum ersten Mal ein US-amerikanisches Team an dieser Veranstaltung teil. Dies war gleichzeitig das erste Mal, dass ein US-Team in einem Staat des damaligen Ostblocks an einer Motorsportveranstaltung teilnahm.
Aufgrund der seit 1961 geltenden, durch DSB-Vorstand und das NOK-Präsidium gefassten Düsseldorfer Beschlüsse war es bundesdeutschen Sportlern verwehrt, an der Veranstaltung teilzunehmen.

## Wettkampf

### Organisation
Den Zuschlag für die Ausrichtung der Veranstaltung erhielt die DDR auf dem Herbstkongress der FIM 1963 in London. Ab Dezember des gleichen Jahres wurde an der Streckenführung sowie dem Aufbau der Strecke gearbeitet.
Schirmherr der Veranstaltung war Günter Mittag, den Vorsitz des Organisationskomitees hatte der Präsident des Allgemeinen Deutschen Motorsport Verbandes (ADMV) Egbert von Frankenberg und Proschlitz. Die Fahrtleitung oblag dem Vizepräsidenten Ludwig Woitina. Streckenobmann war Werner Rosenbrock.
Veranstaltungszentrum war die Erfurter Thüringenhalle, in der zudem die Fahrtleitung eingerichtet wurde. Aktive und Betreuer waren im Internatsgebäude des Pädagogischen Instituts Erfurt untergebracht.
Für den Wettkampf waren 237 Fahrer von 14 Motorsportverbänden der FIM gemeldet. Um die Trophy-Wertung fuhren Mannschaften aus sieben Nationen. Zudem waren 19 Silbervasen-, 27 Fabrik- und 19 Club-Mannschaften am Start.
Die DDR nahm an der World Trophy sowie mit zwei Silbervasenmannschaften teil. Zudem waren acht Club- und fünf Fabrikmannschaften am Start. Österreich nahm an der World Trophy sowie mit zwei Fabrikmannschaften teil. Aus der Schweiz waren zwei Einzelfahrer am Start, Fahrern der BRD war – wie eingangs erwähnt – die Teilnahme verwehrt.
Die Veranstaltung war die erste und einzige in der Deutschen Demokratischen Republik.

### 1. Tag

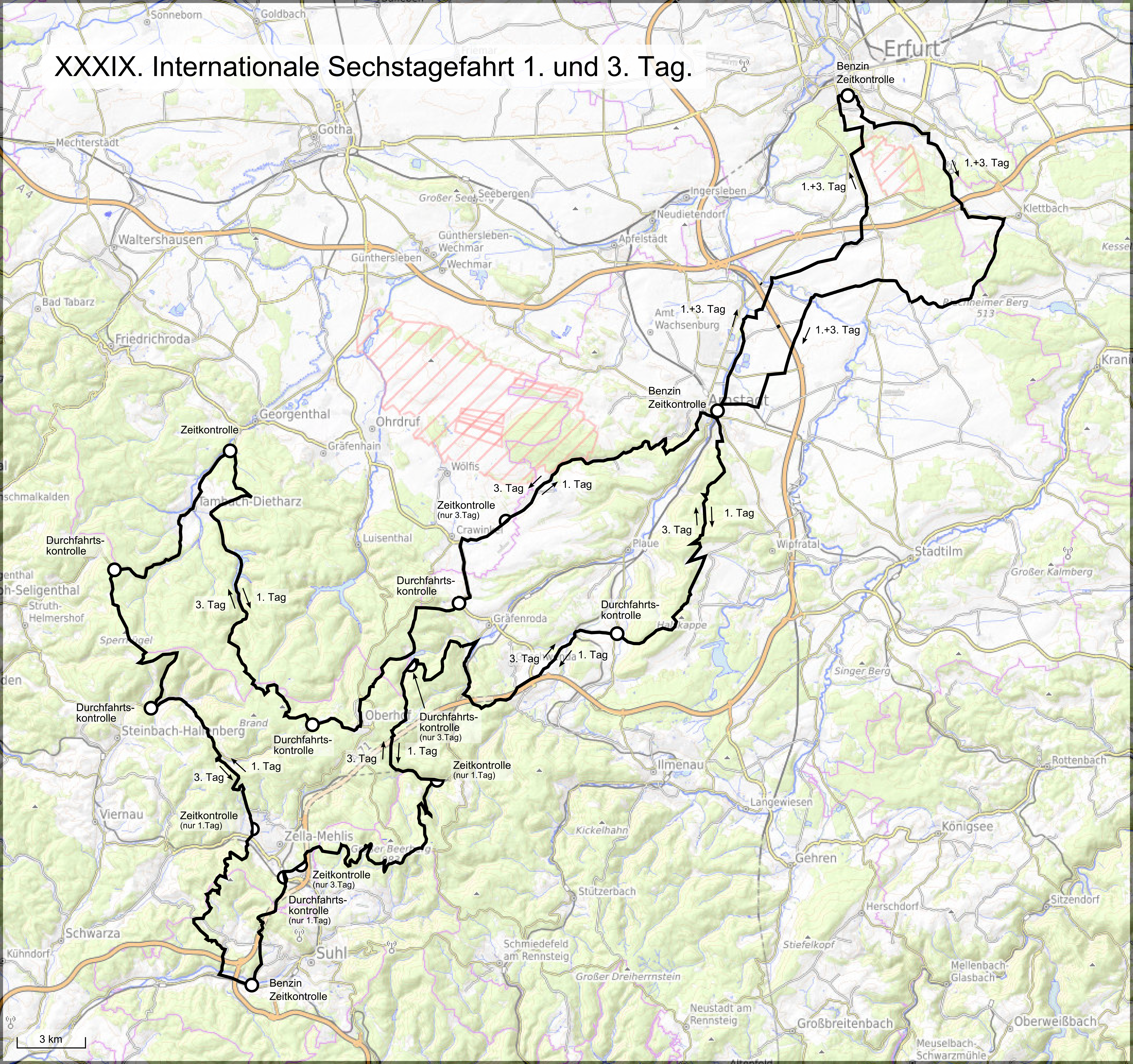
Strecke des 1. und 3. Tages

Von den 237 gemeldeten Fahrern nahmen 226 den Wettkampf auf. Es waren 407 km Strecke zu bewältigen, an Wetterbedingungen herrschte Regen und Nebel.
Gestartet wurde an der Thüringenhalle, die weitere Strecke verlief über Melchendorf, Windischholzhausen, Schellroda, Klettbach, Riechheim, Gügleben, Werningsleben und Kirchheim nach Arnstadt. Von dort war zweimal ein Rundkurs über Oberndorf, Siegelbach, Reinsfeld, Neusiß, Angelroda, Arlesberg, Dörrberg, Talsperre Lütsche, Bahnhof Gehlberg, Schneekopf, Zella, Linsenhof, Heinrichs, Albrechts, Mehlis, Ruppberg, Oberschönau, Unterschönau, Tambach-Dietharz, Rodebachsmühle, Greifenberg, Grenzadler, Oberhof, Talsperre Lütsche, Frankenhain und Crawinkel zurück nach Arnstadt zu absolvieren. Schließlich führte die Strecke über Rudisleben, Eischleben, Rockhausen und Egstedt zurück zum Ausgangspunkt Thüringenhalle.
Zwei Sonderprüfungen waren zu absolvieren: eine Geländegeschwindigkeitsprüfung über 5,3 km zwischen dem Bahnhof Gehlberg und dem Schneekopf sowie eine Berggeschwindigkeitsprüfung über 3,4 km zwischen Mehlis und dem Gipfel des Ruppbergs.
In der Trophy-Wertung führte die Mannschaft der DDR, vor der ČSSR-Mannschaft und dem britischen Team. Österreich lag auf dem 7. und damit letzten Platz.
Bei der Silbervasenwertung führte die finnische A-Mannschaft vor der B-Mannschaft und der A-Mannschaft der DDR.
Elf Fahrer schieden aus dem Wettbewerb aus.

### 2. Tag

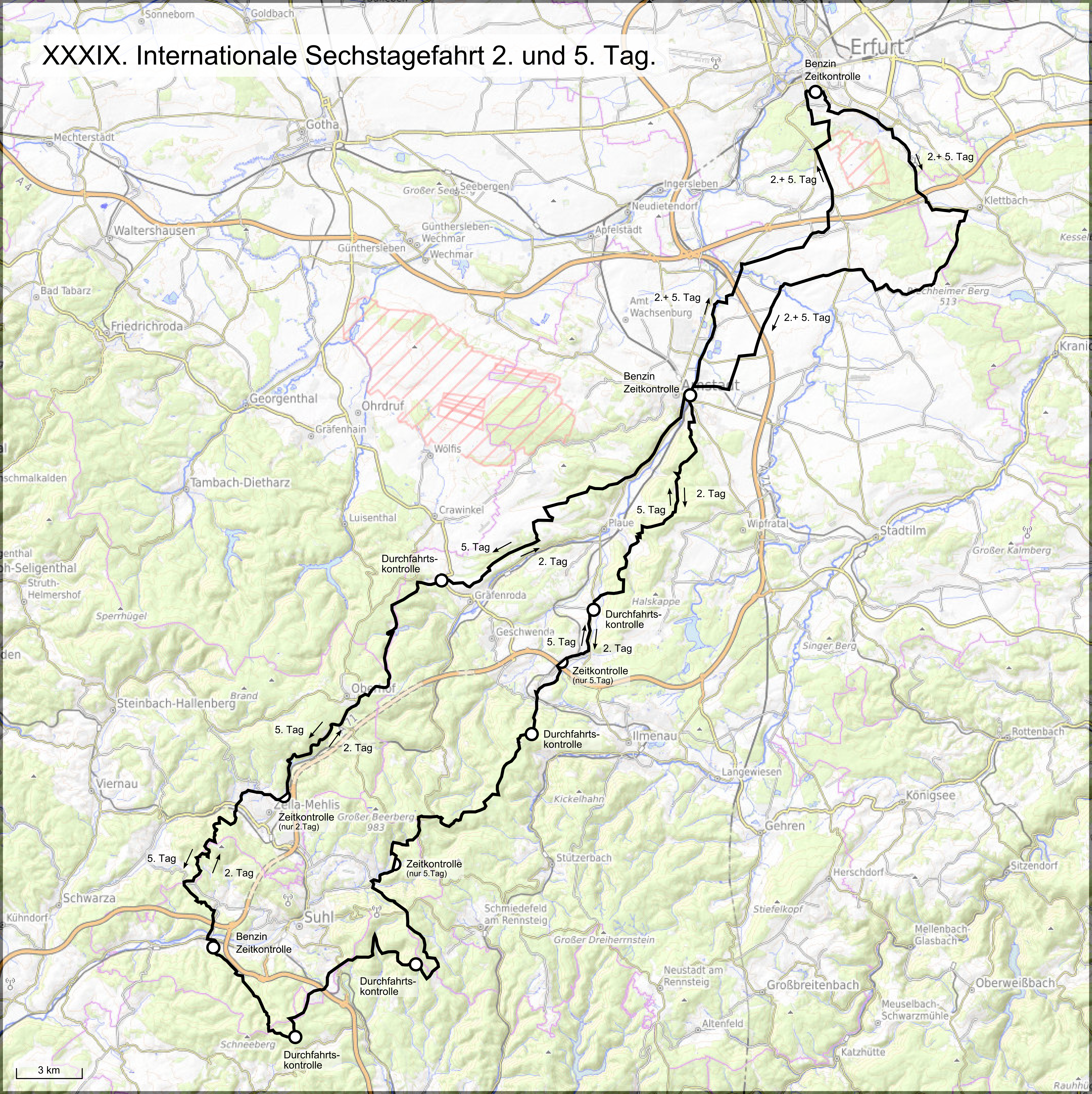
Strecke des 2. und 5. Tages

Es waren 310 km Strecke zu absolvieren, bis in die Mittagsstunden herrschten Dauerregen und Nebel, in den Höhenlagen des Thüringer Waldes mit Sichtweiten unter 50 m.
Die Strecke Thüringenhalle bis Arnstadt war die gleiche wie am Vortag. Von dort war zweimal ein Rundkurs über Oberndorf, Siegelbach, Reinsfeld, Kleinbreitenbach, Neusiß, Martinroda, Elgersburg, Rumpelsberg, Schmücke, Goldlauter, Adlersberg, Friedberg, Heinrichs, Albrechts, Zella-Mehlis, Rondell, Oberhof, Talsperre Lütsche, Frankenhain, Liebenstein und Dosdorf zurück nach Arnstadt zu absolvieren. Auf gleicher Strecke wie am Vortag führte die Fahrt zurück zum Ausgangspunkt Thüringenhalle.
An Sonderprüfungen waren eine Geländegeschwindigkeitsprüfung und eine Bergprüfung zu bestehen. Erstere war eine steile mit Geröll, Wurzeln und Gras durchsetzte Auffahrt über 3,1 km ab Goldlauter, Letztere auf einem 5,4 km langen, Asphaltabschnitt zwischen Zella und Oberhof, der ehemaligen Sternberg-Rennstrecke.
In der Trophy-Wertung führte die Mannschaft der DDR, vor der ČSSR-Mannschaft und dem britischen Team. Österreich lag unverändert auf dem 7. Platz.
Bei der Silbervasenwertung führte die finnische A-Mannschaft vor der B-Mannschaft und der A-Mannschaft der DDR.
Elf Fahrer schieden aus dem Wettbewerb aus.

### 3. Tag
Am dritten Tag wurde die gleiche Strecke wie am ersten Tag befahren. Die Gesamtlänge betrug 410 km und war damit die längste Etappe der Veranstaltung, Von Erfurt bis Arnstadt sowie abschließend von dort zurück in gleicher Richtung, der dazwischenliegende – zweimal zu absolvierende – Rundkurs in entgegengesetzter Richtung. Der Tag blieb niederschlagsfrei, der Streckenuntergrund war noch nass vom Vortag.
Die zwei Sonderprüfungen waren eine Beschleunigungsprüfung über 900 m auf Asphalt im Jonastal nahe Crawinkel und eine Geländegeschwindigkeitsprüfung über 3,9 km bei Zella-Mehlis.
In der Trophy-Wertung führte die Mannschaft der DDR, vor Großbritannien und der Sowjetunion. Österreich lag nach wie vor auf dem 7. Platz.
Bei der Silbervasenwertung führte die B-Mannschaft der DDR vor der finnischen A-Mannschaft und der A-Mannschaft der DDR.
Siebzehn Fahrer schieden aus dem Wettbewerb aus.

### 4. Tag

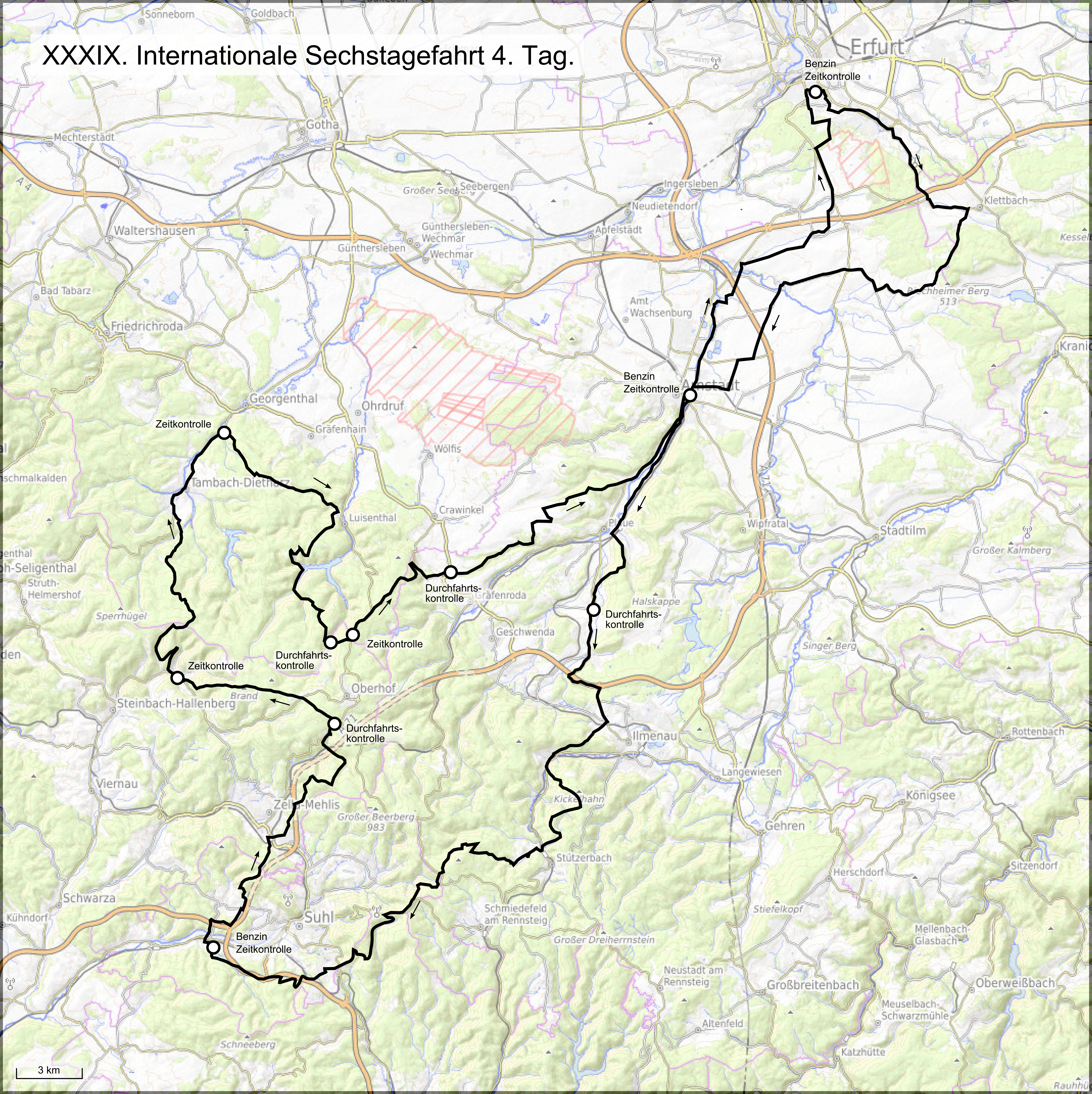
Strecke des 4. Tages

Die Strecke Thüringenhalle bis Arnstadt war die gleiche wie am Vortag. Von dort war zweimal ein Rundkurs über Oberndorf, Siegelbach, Kleinbreitenbach, Neusiß, Martinroda, Roda, Manebach, Kickelhahn, Stützerbach, Großer Finsterberg, Großer Eisenberg, Friedberg, Mäbendorf, Linsenhof, Zella, Spitzer Berg, Rondell, Grenzadler, Oberschönau, Tambach-Dietharz, Rodebachsmühle, Luisenthal, Stutzhaus, Untere Schweizerhütte, Frankenhain, Liebenstein und Dosdorf zurück nach Arnstadt zu fahren. Letztlich führte die Fahrt auf gleicher Strecke wie an den Vortagen zum Ausgangspunkt Thüringenhalle; Gesamtlänge: 364 km.
An Sonderprüfungen waren eine Berggeschwindkeitsprüfung über 7 km auf einer glatten, sandigen Waldstraße zwischen Oberschönau und Tambach-Dietharz sowie eine Beschleunigungsprüfung über 850 m auf der Hauptstraße Oberhof–Crawinkel zu absolvieren.
In der Trophy-Wertung führte die Mannschaft der DDR, vor Großbritannien und der Sowjetunion. Österreich lag weiter auf dem 7. Platz.
Bei der Silbervasenwertung führte die B-Mannschaft vor der A-Mannschaft der DDR und der A-Mannschaft der ČSSR.
Vierzehn Fahrer schieden aus dem Wettbewerb aus.

### 5. Tag
Am fünften Tag wurde die gleiche Strecke wie am zweiten Tag befahren, das Wetter war sonnig und trocken, Gesamtlänge 322 km. Von Erfurt bis Arnstadt sowie abschließend von dort zurück in gleicher Richtung, der dazwischenliegende – zweimal zu absolvierende – Rundkurs in entgegengesetzter Richtung.
Im Verlauf waren eine Berggeschwindigkeitsprüfung sowie eine kombinierte Beschleunigungs- und Bremsprüfung integriert. Die erste fand auf 2,4 km an der sogenannten Rollwand, einem kurvigen Geröllabschnitt mit Querrinnen zwischen Goldlauter und Schmücke statt. Die zweite auf einem Asphaltabschnitt über eine Distanz von 200 m.
In der Trophy-Wertung führte die Mannschaft der DDR, vor Großbritannien und der Sowjetunion. Österreich lag deutlich abgeschlagen auf dem 7. Platz.
Bei der Silbervasenwertung führte die B-Mannschaft vor der A-Mannschaft der DDR und der A-Mannschaft der ČSSR.
Sechs Fahrer schieden aus dem Wettbewerb aus.

### 6. Tag

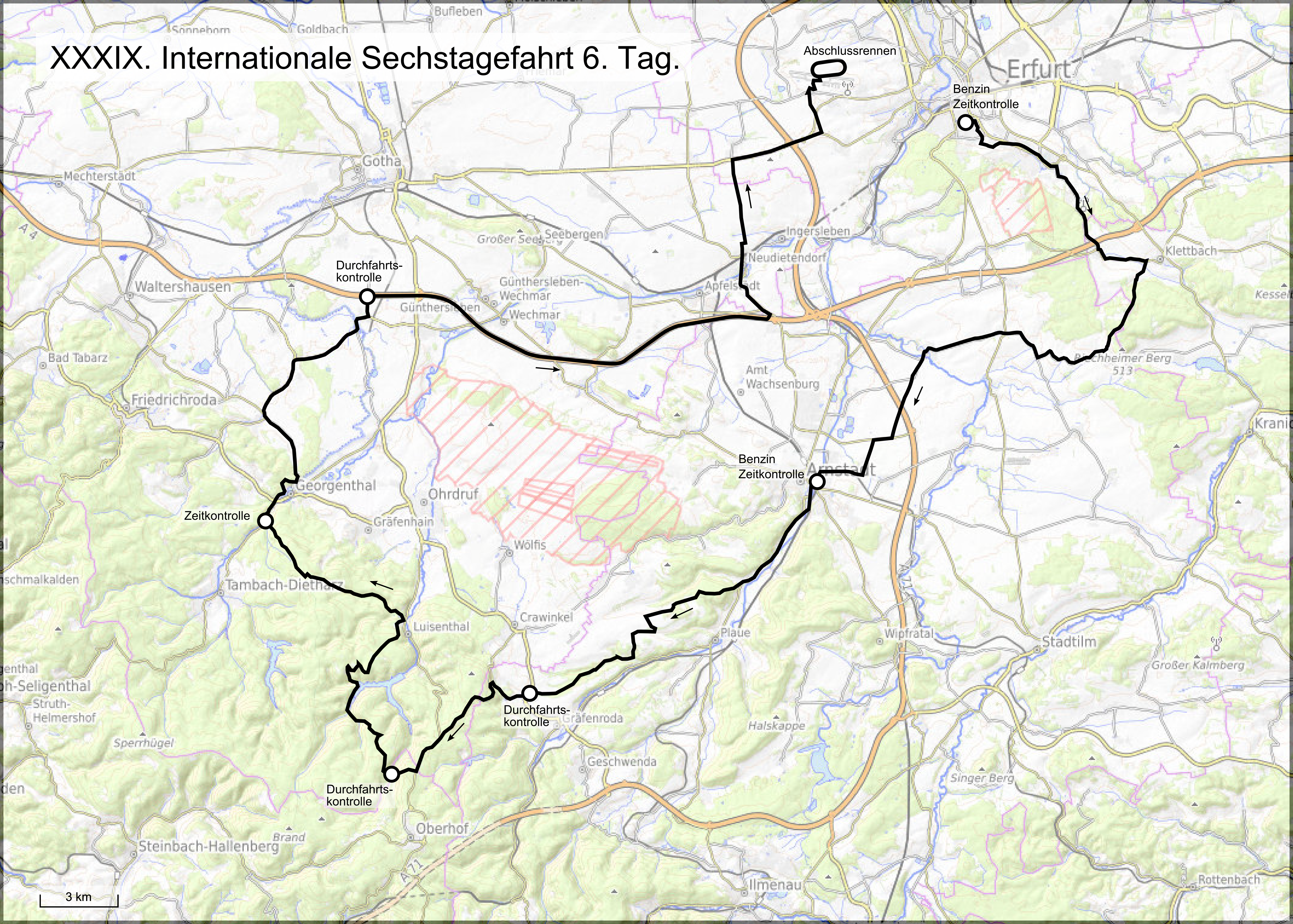
Strecke des 6. Tages

Am letzten Veranstaltungstag herrschte sonniges Frühherbstwetter. Die Strecke Thüringenhalle bis Arnstadt war die gleiche wie an den Vortagen. Von dort wurde die Strecke des vierten Tages bis Rodebachsmühle in entgegengesetzter Richtung genutzt. Weiter ging es über Georgenthal, Schönau vor dem Walde, Wipperoda nach Emleben. Von der Verbindungsstraße zwischen Emleben und Uelleben führte die Strecke direkt auf die A 4 in östlicher Richtung bis zur Anschlussstelle Neudietendorf/Arnstadt West und nach Abfahrt weiter über Kornhochheim, Neudietendorf und Bindersleben auf das Gelände des Flughafens Erfurt, wo das Abschlussrennen stattfand; Gesamtlänge: 125 km.
Das Abschlussrennen als letzte von insgesamt elf Sonderprüfungen im Verlauf der Veranstaltung wurde in sechs Gruppen ausgefahren. In der letzten starteten die bis dahin strafpunktfreien Trophy- und Silbervasenmannschaften. Es mussten acht Runden auf den Betonbahnen des Flughafens absolviert werden.
Drei Fahrer schieden aus dem Wettbewerb aus. Von 226 am ersten Tag gestarteten Fahrern erreichten 164 das Ziel.

## Endergebnisse

### Trophy
| Platz | Team                            | Strafpunkte | Gut-Punkte |
| ----- | ------------------------------- | ----------- | ---------- |
| 1.    | Deutsche Demokratische Republik | 0           | 3912,735   |
| 2.    | Vereinigtes Königreich          | 0           | 3793,093   |
| 3.    | Sowjetunion                     | 309         | 3104,449   |
| 4.    | Schweden                        | 578         | 3240,247   |
| 5.    | Tschechoslowakei                | 804         | 3116,368   |
| 6.    | Polen                           | 963         | 2722,058   |
| 7.    | Österreich                      | 1472        | 2435,280   |

### Silbervase
| Platz | Team                                           | Strafpunkte | Gut-Punkte |
| ----- | ---------------------------------------------- | ----------- | ---------- |
| 1.    | Deutsche Demokratische Republik (B-Mannschaft) | 0           | 2597,985   |
| 2.    | Deutsche Demokratische Republik (A-Mannschaft) | 0           | 2563,343   |
| 3.    | Tschechoslowakei (A-Mannschaft)                | 0           | 2476,370   |
| 4.    | Tschechoslowakei (B-Mannschaft)                | 0           | 2446,438   |
| 5.    | Niederlande (A-Mannschaft)                     | 0           | 2444,301   |
| 6.    | Vereinigtes Königreich (B-Mannschaft)          | 4           | 2409,848   |
| 7.    | Sowjetunion (A-Mannschaft)                     | 19          | 2254,097   |
| 8.    | Finnland (A-Mannschaft)                        | 255         | 2353,864   |
| 9.    | Vereinigtes Königreich (A-Mannschaft)          | 300         | 2256,940   |
| 10.   | Schweden (A-Mannschaft)                        | 400         | 1986,633   |
| 11.   | Finnland (B-Mannschaft)                        | 412         | 2216,872   |
| 12.   | Spanien                                        | 508         | 1887,658   |
| 13.   | Sowjetunion (B-Mannschaft)                     | 510         | 1873,216   |
| 14.   | Polen                                          | 607         | 1681,905   |
| 15.   | Niederlande (B-Mannschaft)                     | 700         | 1968,620   |
| 16.   | Vereinigte Staaten (A-Mannschaft)              | 700         | 1940,578   |
| 17.   | Belgien                                        | 828         | 1634,988   |
| 18.   | Schweden (B-Mannschaft)                        | 913         | 1573,411   |
| 19.   | Vereinigte Staaten (B-Mannschaft)              | 1533        | 1047,470   |

### Club-Mannschaften
| Platz | Team                             | Strafpunkte | Gut-Punkte |
| ----- | -------------------------------- | ----------- | ---------- |
| 1.    | Holland-West                     | 0           | 1767,736   |
| 2.    | GST III                          | 0           | 1732,886   |
| 3.    | Dynamo II                        | 0           | 1704,501   |
| 4.    | Royal Dison M.-C.                | 15          | 1656,674   |
| 5.    | GST II                           | 26          | 1757,014   |
| 6.    | Dynamo III                       | 34          | 1578,460   |
| 7.    | GST IV                           | 54          | 1741,474   |
| 8.    | Dynamo I                         | 59          | 1781,705   |
| 9.    | Dukla Prag                       | 200         | 1754,802   |
| 10.   | GST I                            | 205         | 1713,218   |
| 11.   | Sveriges Militära Idrottsförbund | 300         | 1453,422   |
| 12.   | Roter Stern                      | 301         | 1632,927   |
| 13.   | Club II                          | 400         | 1390,004   |
| 14.   | Club III                         | 500         | 1356,820   |
| 15.   | Sunbeam M.C.C.                   | 600         | 1228,707   |
| 16.   | GST V                            | 641         | 1268,591   |
| 17.   | Ramsey + PMCC                    | 700         | 1049,977   |
| 18.   | Club I                           | 954         | 1135,169   |
| 19.   | Birmingham Motocycle Club        | 1000        | 796,767    |

### Fabrik-Mannschaften
| Platz | Team               | Strafpunkte | Gut-Punkte |
| ----- | ------------------ | ----------- | ---------- |
| 1.    | MZ Zschopau I      | 0           | 1957,160   |
| 2.    | MZ II              | 0           | 1955,575   |
| 3.    | Simson I           | 0           | 1938,365   |
| 4.    | Simson II          | 0           | 1934,819   |
| 5.    | MZ III             | 0           | 1927,551   |
| 6.    | Triumph            | 0           | 1923,349   |
| 7.    | Greeves Motor      | 0           | 1895,136   |
| 8.    | ČZ II              | 0           | 1856,177   |
| 9.    | Jawa I             | 0           | 1814,123   |
| 10.   | Bultaco I          | 8           | 1684,252   |
| 11.   | Maico              | 15          | 1656,671   |
| 12.   | Ijewski Fabrik II  | 19          | 1641,226   |
| 13.   | Ijewski Fabrik IV  | 20          | 1597,778   |
| 14.   | Jawa II            | 100         | 1770,929   |
| 15.   | Ijewski Fabrik III | 100         | 1699,445   |
| 16.   | MZ IV              | 200         | 1720,948   |
| 17.   | SHL                | 210         | 1529,597   |
| 18.   | DKW                | 300         | 1664,013   |
| 19.   | BSA                | 303         | 1609,213   |
| 20.   | Ijewski Fabrik I   | 306         | 1469,167   |
| 21.   | ČZ                 | 328         | 1420,882   |
| 22.   | Puch               | 662         | 1139,945   |
| 23.   | ČZ I               | 704         | 1354,211   |
| 24.   | Junak              | 724         | 1189,229   |
| 25.   | KTM                | 810         | 1295,335   |
| 26.   | Korowski-Fabrik    | 909         | 981,938    |
| 27.   | Bultaco II         | 1232        | 775,015    |

### Einzelwertung
| Klasse  | Starter | Gold | Silber | Bronze | Ausfall/Disqualifikation | Ausfall/Disqualifikation | Ausfall/Disqualifikation | Ausfall/Disqualifikation | Ausfall/Disqualifikation | Ausfall/Disqualifikation | Ausfall/Disqualifikation | Klassensieger (Motorrad)   | Strafpunkte | Gut-Punkte |
| Klasse  | Starter | Gold | Silber | Bronze | 1. Tag                   | 2. Tag                   | 3. Tag                   | 4. Tag                   | 5. Tag                   | 6. Tag                   | Gesamt                   | Klassensieger (Motorrad)   | Strafpunkte | Gut-Punkte |
| ------- | ------- | ---- | ------ | ------ | ------------------------ | ------------------------ | ------------------------ | ------------------------ | ------------------------ | ------------------------ | ------------------------ | -------------------------- | ----------- | ---------- |
| 50 cm³  | 18      | 7    | 1      | 3      | 3                        | 0                        | 3                        | 0                        | 1                        | 0                        | 7                        | Siegfried Rauhut (Simson)  | 0           | 659,620    |
| 75 cm³  | 7       | 7    | 0      | 0      | 0                        | 0                        | 0                        | 0                        | 0                        | 0                        | 0                        | Gottfried Pohlan (Simson)  | 0           | 653,933    |
| 125 cm³ | 17      | 6    | 5      | 2      | 1                        | 0                        | 1                        | 2                        | 0                        | 0                        | 4                        | Otakar Chasák (ČZ)         | 0           | 642,220    |
| 175 cm³ | 46      | 26   | 9      | 2      | 1                        | 3                        | 1                        | 1                        | 2                        | 1                        | 9                        | Peter Uhlig (MZ)           | 0           | 659,090    |
| 250 cm³ | 67      | 35   | 8      | 1      | 4                        | 5                        | 7                        | 6                        | 1                        | 0                        | 23                       | Werner Salevsky (MZ)       | 0           | 657,486    |
| 350 cm³ | 44      | 22   | 5      | 3      | 2                        | 2                        | 3                        | 3                        | 2                        | 2                        | 14                       | Bernd Uhlmann (MZ)         | 0           | 657,351    |
| 500 cm³ | 23      | 14   | 4      | 1      | 0                        | 1                        | 1                        | 2                        | 0                        | 0                        | 4                        | Fred Willamowski (MZ)      | 0           | 652,882    |
| 750 cm³ | 4       | 3    | 0      | 0      | 0                        | 0                        | 1                        | 0                        | 0                        | 0                        | 1                        | Clifford Coleman (Triumph) | 0           | 623,157    |
| Gesamt  | 226     | 120  | 32     | 12     | 11                       | 11                       | 17                       | 14                       | 6                        | 3                        | 62                       |                            |             |            |

## Teilnehmer
| Staat                           | Trophy-Team | Silbervasen-Team | Club-Teams                                                                      |
| ------------------------------- | --- | --- | ------------------------------------------------------------------------------- |
| Belgien                         | | Marcel Wiertz (ČZ 125) J. Robert (ČZ 175) J. Robert (Jawa-ČZ 250) Ferdinand Neri (Jawa 350)                                                       | Royal Dison M.-C. 1 Einzelfahrer                                                |
| Dänemark                        | | | 2 Einzelfahrer                                                                  |
| Deutsche Demokratische Republik | Horst Lohr (MZ ETS 175) Peter Uhlig (MZ ETS 175) Werner Salevsky (MZ ETS 250) Hans Weber (MZ ETS 250) Günter Baumann (MZ ETS 350) Bernd Uhlmann (MZ ETS 350)               | (A-Mannschaft) Klaus Halser (MZ ETS 175) Werner Stiegler (MZ ETS 175) Karlheinz Wagner (MZ ETS 250) Hans-Joachim Wilke (MZ ETS 350)               | Dynamo I Dynamo II Dynamo III GST I GST II GST III GST IV GST V 12 Einzelfahrer |
| Deutsche Demokratische Republik | Horst Lohr (MZ ETS 175) Peter Uhlig (MZ ETS 175) Werner Salevsky (MZ ETS 250) Hans Weber (MZ ETS 250) Günter Baumann (MZ ETS 350) Bernd Uhlmann (MZ ETS 350)               | (B-Mannschaft) Siegfried Rauhut (Simson GS 50) Gottfried Pohlan (Simson GS 75) Lothar Schünemann (Simson GS 75) Ewald Schneidewind (Simson GS 75) | Dynamo I Dynamo II Dynamo III GST I GST II GST III GST IV GST V 12 Einzelfahrer |
| Finnland                        | | (A-Mannschaft) Olavi Hokkanen (Jawa 350) Pertti Kärha (Jawa 350) Keja Benjaminsson (Jawa 500) Lars Dufvelin (Jawa 500)                            | 2 Einzelfahrer                                                                  |
| Finnland                        | (B-Mannschaft) A. Heinonen (MZ 175) E. Kuosmanen (MZ 250) P. Ovaskainen (MZ 250) M. Lampu (MZ 350)                                                                         | | 2 Einzelfahrer                                                                  |
| Niederlande                     | | (A-Mannschaft) J. van Dobben (Maico 175) H. Wendelgelst (MZ 175) Fritz R. Selling (Greeves 250) K. Hein van Olst (Greeves 350)                    | Holland-West 10 Einzelfahrer                                                    |
| Niederlande                     | (B-Mannschaft) Cees van Rijssel (DKW 125) Henry Zijdemans (DKW 75) Jan S. van den Hoek (Greeves 250) R. T. Selling (Greeves 250)                                           | | Holland-West 10 Einzelfahrer                                                    |
| Österreich                      | Hannes Meisenbichler (KTM 50) Johann Sommerauer (KTM 50) Toni Kiemeswenger (KTM 125) Karlheinz Behrendt (Puch 250) Werner Wabnig (Puch 350) H. J. Lenert (Puch 350)        | |                                                                                 |
| Polen                           | Remigiusz Szczerbakiewicz (WSK 125) F. Kubski (WFM 125) Janus Konczarek (SHL 175) Zdzislav Kaluza (SHL 175) Edward Kurowski (Junak 350) Frantisek Stachewicz (Junak 350)   | Jan Kopiel (WSK 125) Zenon Wieczorek (SHL 175) M. Radek (SHL 175) M. Piatkowski (WFM 175)                                                         | 1 Einzelfahrer                                                                  |
| Tschechoslowakei                | Petr Válek (ČZ 125) Zdeněk Polánka (ČZ 175) Drahoslav Miarka (ČZ 250) Jiří Jasanský (Jawa 350) Saša Klimt (Jawa 350) Vladimír Štěpán (Jawa 500)                            | (A-Mannschaft) Alois Roučka (ČZ 125) Otakar Chásak (ČZ 125) František Hóffer (Jawa 350) Miroslav Vytlácil (Jawa 500)                              | Club I Club II Club III Dukla Prag Roter Stern                                  |
| Tschechoslowakei                | Petr Válek (ČZ 125) Zdeněk Polánka (ČZ 175) Drahoslav Miarka (ČZ 250) Jiří Jasanský (Jawa 350) Saša Klimt (Jawa 350) Vladimír Štěpán (Jawa 500)                            | (B-Mannschaft) Bohuslav Roučka (ČZ 175) Arnošt Zemen (ČZ 250) František Bouška (ČZ 250) Zdeněk Češpiva (Jawa 250)                                 | Club I Club II Club III Dukla Prag Roter Stern                                  |
| Schweden                        | Bo Ekeberg (Husqvarna 175) Lars Sellman (Husqvarna 175) B. Haglund (Husqvarna 250) Bo Sjösvärd (Husqvarna 250) Erland Andersson (Husqvarna 350) B. Sellman (Husqvarna 350) | (A-Mannschaft) A. Palsson (Husqvarna 175) Curt Öberg (Husqvarna 250) St. Lemborn (Flick 250) A. Pettersson (Husqvarna 250)                        | Sveriges Militära Idrottsförbund 2 Einzelfahrer                                 |
| Schweden                        | Bo Ekeberg (Husqvarna 175) Lars Sellman (Husqvarna 175) B. Haglund (Husqvarna 250) Bo Sjösvärd (Husqvarna 250) Erland Andersson (Husqvarna 350) B. Sellman (Husqvarna 350) | (B-Mannschaft) C. Svenman (Husqvarna 250) L. Lagerwall (Jawa 250) S. Falk (Jawa 350) S. Bände (Jawa 350)                                          | Sveriges Militära Idrottsförbund 2 Einzelfahrer                                 |
| Schweiz                         | | | 2 Einzelfahrer                                                                  |
| Sowjetunion                     | Anatolij Egorov (IZH 250) W. Sömin (IZH 250) Swiatoslaw Jastrebov (IZH 350) W. Darwin (IZH 350) Edvin Kirsis (IZH 500) Rajnis Reschetniks (IZH 500)                        | (A-Mannschaft) K. Oschinj (IZH 250) B. Dreßwjannikov (IZH 250) Lew Woronowitsch (IZH 250) Georgij Tschaschtschipov (IZH 350)                      | 8 Einzelfahrer                                                                  |
| Sowjetunion                     | Anatolij Egorov (IZH 250) W. Sömin (IZH 250) Swiatoslaw Jastrebov (IZH 350) W. Darwin (IZH 350) Edvin Kirsis (IZH 500) Rajnis Reschetniks (IZH 500)                        | (B-Mannschaft) W. Boyko (Jawa 250) Tojvo Sepp (Jawa 250) Sergej Starych (Jawa 350) Victor Pylaew (Jawa 350)                                       | 8 Einzelfahrer                                                                  |
| Spanien                         | | J. Soler (Bultaco 125) J. Sol (Bultaco 175) J. Sanchez (Bultaco 175) Oriol Puig Bultó (Bultaco 175)                                               | 2 Einzelfahrer                                                                  |
| Vereinigtes Königreich          | R. S. Peplow (Triumph 350) James A. Sandiford (BSA 350) John V. Brittain (Royal Enfield 500) S. H. Miller (Ariel 500) J. R. Giles (Triumph 750) K. Heanes (Triumph 750)    | (A-Mannschaft) B. Sharp (Greeves 250) T. J. Sharp (Greeves 250) G. Blakeway (AJS 350) S. Ellis (BSA 350)                                          | Birmingham Motocycle Club Ramsey + PMCC Sunbeam M.C.C. 7 Einzelfahrer           |
| Vereinigtes Königreich          | R. S. Peplow (Triumph 350) James A. Sandiford (BSA 350) John V. Brittain (Royal Enfield 500) S. H. Miller (Ariel 500) J. R. Giles (Triumph 750) K. Heanes (Triumph 750)    | (B-Mannschaft) J. E. Lewis (BSA 350) D. J. Nicoll (AJS 500) J. R. Sayer (Triumph 500) J. A. Bates (AJS 500)                                       | Birmingham Motocycle Club Ramsey + PMCC Sunbeam M.C.C. 7 Einzelfahrer           |
| Vereinigte Staaten              | | (A-Mannschaft) Dave Ekins (Triumph 500) James Sherwin Ekins (Triumph 500) Steve McQueen (Triumph 750) Clifford Coleman (Triumph 750)              | 2 Einzelfahrer                                                                  |
| Vereinigte Staaten              | (B-Mannschaft) W. Stewart (ČZ 175) P. Hunt (ČZ 250) St. Peters (Jawa 250) J. Smith (ČZ 250)                                                                                | | 2 Einzelfahrer                                                                  |

## Trivia
Die Federazione Motociclistica Italiana – Italien gewann die Silbervase 1963 – musste die Teilnahme wegen fehlender Unterstützung der in einer Absatzkrise befindlichen italienischen Motorradindustrie absagen. Im Neuen Deutschland wurde dagegen verbreitet: „Der italienische Verband musste absagen, weil die NATO-hörige Regierung des Landes den Sportlern die Ausreise-Visa in die DDR verweigerte.“
Prominentester Teilnehmer war der Film- und Fernsehschauspieler sowie Hobbymotorsportler Steve McQueen. Er war Mitglied der US-amerikanischen A-Nationalmannschaft (Silbervase) und fuhr mit der Startnummer 278 auf einer Triumph TR6 Trophy, 750 cm³. Er schied am dritten Fahrtag aus dem Wettbewerb aus.
Die beiden einzigen Fahrerinnen Olga Kevelos auf Honda, 50 cm³, und Mary Driver auf Greeves, 250 cm³, (beide Großbritannien) schieden am ersten Fahrtag aus dem Wettbewerb aus.
Zur Finanzierung der Veranstaltung wurde vom ADMV unter anderem eine Karte mit je vier Spendenmarken mit Geländesportmotiven aufgelegt.